# 向き癖
向き癖（むきぐせ）とは、乳児が特定の方向にばかり頭を向けること。

## 原因
向き癖を引き起こす原疾患としては、以下のようなものがある。

### 頭蓋変形
乳児の頭蓋が変形しているため、向き癖が生じる可能性がある。頭蓋変形の原因としては、以下のようなものがある。
頭蓋骨縫合早期癒合症
頭蓋骨縫合が早期に癒合することによって生じる。
位置的頭蓋変形症
胎児期や乳児期に頭蓋へ圧力が加わることによって生じる。

### 斜頚
乳児の首が曲がっているため、向き癖が生じる可能性がある。斜頚（英：Torticollis）を引き起こす原因としては、以下のようなものがある。
先天性筋性斜頚
後頭部と鎖骨・胸骨を繋ぐ胸鎖乳突筋の拘縮で生じる。
骨性斜頚
先天的な頚椎や胸椎の奇形で生じる。
炎症性斜頚
中耳炎や扁桃炎などの炎症後に、環椎（第一頚椎）と軸椎（第二頚椎）の並び方が異常になることによって生じる。
眼性斜頚
眼の運動をする筋肉の異常によって生じる。

### 肢体不自由
乳児の肢体が不自由なため、向き癖が生じる可能性がある。

## 健康への影響
向き癖は、以下のような健康への影響を引き起こす可能性がある。

### 位置的頭蓋変形症
位置的頭蓋変形症（特に頭位性斜頭症）を引き起こす可能性がある。位置的頭蓋変形症になると、さらに以下のような健康への影響がある。
発達遅滞（英：developmental delay）
発達遅滞を生じさせる可能性がある。厚生労働省の医療ニーズの高い医療機器等の早期導入に関する検討会においても以下のように記載されている。
これまでは、乳児期の外圧による頭蓋変形は、成長発達遅滞や機能障害の原因にならないと考えられてきたが、変形性斜頭等を伴う事例では神経発達及び運動発達に遅れを伴うとの報告が複数ある。筋性斜頸に伴う場合など、一定期間の積極的体位変換等に反応しない場合や、高度の向き癖が持続する例では、頭蓋変形が自然軽快する可能性が乏しく、神経発達及び運動発達の遅滞を予防する観点からも、中等度以上の変形性斜頭等について積極的に治療の適応があると考える。 — 第22回 医療ニーズの高い医療機器等の早期導入に関する検討会 資料3-(4) (ワーキンググループによる評価)
- 頭位性斜頭症児110人を対象に、ベイリー乳幼児発達検査（BSID‐Ⅱ）を実施。精神発達の点で発達が進んでいる児はおらず、7%の児に中度の遅れがみられ、3%の児に重度の遅れがみられた。運動技能発達の点で発達が進んでいる児はおらず、19%の児に中度の遅れがみられ、7%の児に重度の遅れがみられた。
- 生後6ヶ月の頭位性斜頭症児と健康児とを対象に、ベイリー乳幼児発達検査（BSID‐Ⅲ）を実施。運動技能の点では、斜頭症児の方が平均して10ポイント低かった。認知・言語能力の点では、斜頭症児の方が平均して5ポイント低かった。
- 生後36ヶ月の頭位性斜頭症児と健康児とを対象に、ベイリー乳幼児発達検査（BSID‐Ⅲ）を実施。認知・言語・適応行動の点で、斜頭症児と健康児の差が最も大きかった。運動発達の点で、斜頭症児と健康児の差が最も小さかった。
- 頭位性斜頭症児とその健康な兄弟姉妹を対象に、就学後の実態調査を実施。頭位性斜頭症児の39.7%が、小学校で特別支援を受けていた。これに対し、同じ環境で育った健康な兄弟姉妹は、たった7.7%しか特別支援を受けていなかった。

頭痛
頭痛を発症する可能性がある。
乱視
乱視を発症する可能性がある。
顎関節症（英：Temporomandibular joint disorder）
顎関節症を発症する可能性がある。
斜頸
二次的斜頸を発症する可能性がある。
脊柱側彎症（英：Scoliosis）
脊柱側彎症を発症する可能性がある。
また、位置的頭蓋変形症は、以下のような見た目問題を引き起こす可能性がある。
顔面変形
位置的頭蓋変形症は顔面変形を伴うので、『位置的頭蓋顔面変形症』と呼称されることもある。
歯列異常
歯列異常を発症する可能性がある。
さらに、位置的頭蓋変形症になると、自転車用のヘルメットが合わなかったり、眼鏡が斜めになったりするなどの日常生活への影響がある。

### 発育性股関節形成不全
発育性股関節形成不全（先天性股関節脱臼）を引き起こす可能性がある。発育性股関節形成不全は、さらに二次性変形性股関節症を引き起こす可能性がある。

## 対策

### 体位変換法（リポジショニング）
向き癖の直接的な対策として、体位変換法（たいいへんかんほう、英：repositioning）がある。体位変換法は、筋性斜頚の治療にも効果がある。
- ベビーベッドに寝かせるとき
  - 1日ごとに乳児の頭の位置を変える[13]。
  - 部屋の中で、ベッドの場所を変える[13]。
  - 乳児が寝ている間に、乳児の頭の位置を変える[13]。
  - 乳児を向かせたい方向に、モービルなどを置く[13]。
- 食事をさせるとき
  - 食事のとき、乳児を抱く腕を入れ替える[13]。
  - 食事のとき、乳児の向き癖とは違う方向に向かせる[13]。
- オムツを替えるとき
向き癖とは違う方向に向かせるために、横からおむつを替える[13]。

### 理学療法
向き癖の直接的な対策として、理学療法（りがくりょうほう、英：physiotherapy、physical therapy（PT））がある。
ボイタ法
ボイタ（捷：Václav Vojta）によって発見された『反射性移動運動』を利用した運動機能障害に対する治療法。

### 原疾患の治療
向き癖を引き起こす原疾患がある場合は、原疾患の治療を行う必要がある。
頭蓋変形
外科手術やヘルメット治療を行う必要がある。
斜頚
装具による矯正や外科手術を行う必要がある。

## 向き癖の防止を謳う商品について
向き癖の防止を謳う枕やクッションが市販されているが、以下の点に注意が必要である。
- 向き癖を防止するなどの科学的根拠はない[16][17]。
- 乳幼児の睡眠時に枕やクッションを使用することは窒息死などの惧れがあるので[18]、使用するべきではない[16][17]。

## 子どもが向き癖により位置的頭蓋変形症を発症した著名人
ブログ等で子どもが向き癖により位置的頭蓋変形症を発症したことを公表している著名人は次の通り。
- 秋山莉奈[19]
- 大渕愛子[20]

### 頭蓋変形度合や専門の医療機関を相談できるサイト
- 赤ちゃんの頭のかたち相談室

### 頭蓋変形専門の医療機関
- 東京都
  - 0歳からの頭のかたちクリニック

### 位置的頭蓋変形症の専門外来
- 北海道
  - 北海道大学病院 赤ちゃんの頭の形外来
- 宮城県
  - 宮城県立こども病院 脳神経外科
- 山形県
  - 公立置賜総合病院　形成外科
- 福島県
  - 寿泉堂綜合病院
  - 福島県立医科大学附属病院 頭のかたち外来
- 茨城県
  - 茨城県立こども病院 あたまのかたち外来
- 群馬県
  - 伊勢崎佐波医師会病院 小児脳神経外科外来
- 栃木県
  - 自治医科大学 とちぎ子ども医療センター
- 埼玉県
  - 自治医科大学附属さいたま医療センター
- 東京都
  - 東京女子医科大学病院 頭蓋変形外来
  - 愛育病院
  - 日本大学医学部附属板橋病院
  - 国立成育医療研究センター 赤ちゃんの頭のかたち外来
  - 東京都立小児総合医療センター 形成外科
  - 東京慈恵会医科大学附属病院 総合母子健康医療センター あたまとかおの形外来
  - 浜田山病院 脳神経外科
- 神奈川県
  - 川崎中央クリニック
  - 神奈川県立こども医療センター 形成外科
- 新潟県
  - 新潟医療センター　「赤ちゃんの頭の形」外来
- 岐阜県
  - 岐阜県総合医療センター　小児脳神経外科
- 静岡県
  - 静岡県立こども病院　クラニオフェイシャルセンター
  - 聖隷浜松病院　頭のかたち外来
- 愛知県
  - ナゴヤガーデンクリニック 頭のかたち外来
  - あいち小児保健医療総合センター 頭のかたち外来
- 京都府
  - 田辺中央病院　赤ちゃんのあたまのかたち外来
- 大阪府
  - 大阪医科薬科大学病院 脳神経外科・脳血管内治療科
  - 大阪母子医療センター ‘頭のかたち’外来
  - 大阪市立総合医療センター 乳児の頭の変形外来
  - 高槻病院 赤ちゃんの頭の形外来
- 兵庫県
  - 兵庫県立こども病院 赤ちゃんの頭の形外来
  - 西宮協立脳神経外科病院 頭蓋変形外来
- 岡山県
  - 岡山大学病院　形成外科
- 福岡県
  - 福岡大学病院 頭の形外来
- 佐賀県
  - 佐賀大学医学部附属病院 頭と顔のかたち外来
- 鹿児島県
  - 鹿児島市立病院

### 海外のサイト
- "Repositioning Techniques for Infants: Procedure Details" - Cleveland Clinic（クリーブランド・クリニック）
- Positioning Protocol - Cranial Technologies